# Fairlop (Metropolitano de Londres)
Fairlop é uma estação do Metrô de Londres em Fairlop, Londres. Ela é servida pela Central line e fica na Zona 4 do Travelcard desde 2 de janeiro de 2007.

## História
A estação foi inaugurada em 1 de maio de 1903 como parte do "loop" ou ramal da Great Eastern Railway (GER) de Woodford para Ilford (o Circuito de Fairlop). Esta linha, projetada para estimular o crescimento suburbano, teve uma carreira acidentada. Como consequência do Railways Act de 1921, a GER foi fundida com outras empresas ferroviárias em 1923 para se tornar parte da London and North Eastern Railway (LNER). Como parte do New Works Programme de 1935-1940 do London Passenger Transport Board, a maior parte do loop seria transferida para formar as extensões orientais da linha Central. Embora o trabalho tenha começado em 1938, ele foi suspenso com a eclosão da Segunda Guerra Mundial em 1939 e o trabalho só recomeçou em 1946.
Os serviços de trem a vapor que atendiam Fairlop foram suspensos em 29 de novembro de 1947 e os serviços eletrificados de passageiros da linha Central, para o centro de Londres via Gants Hill, finalmente começaram em 31 de maio de 1948. A linha da Newbury Park para a Hainault através de Fairlop foi eletrificada para movimentos de trens vazios para o novo depósito em Hainault a partir de 14 de dezembro de 1947.
Poucas alterações ocorreram durante essa transferência, e a estação continua sendo um bom exemplo de uma estação ferroviária eduardiana, incluindo marquises que ainda ostentam o símbolo GER nos suportes.
A estação tem banheiros, estacionamento e sala de espera nas plataformas sentido oeste e leste.

## Conexão
A rota 462 dos ônibus de Londres serve a estação.